# Liste der Nummer-eins-Country-Alben in den USA (1989)
Dies ist eine Liste der Nummer-eins-Alben in den von Billboard ermittelten Verkaufscharts für Country-Alben in den USA im Jahr 1989. In diesem Jahr gab es acht Nummer-eins-Alben.

| ← 1988 ← | Liste der Nummer-eins-Country-Alben in den USA | Liste der Nummer-eins-Country-Alben in den USA | Liste der Nummer-eins-Country-Alben in den USA | 1990 →                    |
| \| Zeitraum \| Wo. ges. \| Interpret \| Titel \| Zusätzliche Informationen \| \| (Zeitraum, Wochen auf Platz eins, Interpret, Titel, zusätzliche Informationen) \| \| \| \| \| \| ------------------------------------------------------------------------------ \| -------- \| ------------------ \| ------------------------ \| ------------------------- \| \| 31. Dezember 1988 – 6. Januar 1989 1 Woche (insgesamt 9) \| 9 \| Ricky Van Shelton \| Loving Proof[1] \| — \| \| 7. Januar 1989 – 3. März 1989 8 Wochen (insgesamt 16) \| 16 \| Randy Travis \| Old 8×10[2] \| — \| \| 4. März 1989 – 10. März 1989 1 Woche (insgesamt 10) \| 10 \| Ricky Van Shelton \| Loving Proof \| — \| \| 11. März 1989 – 31. März 1989 3 Wochen (insgesamt 3) \| 3 \| Alabama \| Southern Star[3] \| — \| \| 1. April 1989 – 28. April 1989 4 Wochen (insgesamt 4) \| 4 \| Hank Williams, Jr. \| Greatest Hits, Vol. 3[4] \| — \| \| 29. April 1989 – 5. Mai 1989 1 Woche (insgesamt 1) \| 1 \| George Strait \| Beyond the Blue Neon[5] \| — \| \| 6. Mai 1989 – 23. Juni 1989 7 Wochen (insgesamt 7) \| 7 \| Hank Williams, Jr. \| Greatest Hits, Vol. 3 \| — \| \| 24. Juni 1989 – 22. September 1988 13 Wochen (insgesamt 13) \| 13 \| Reba McEntire \| Sweet Sixteen[6] \| — \| \| 23. September 1989 – 3. November 1989 6 Wochen (insgesamt 6) \| 6 \| Clint Black \| Killin' Time[7] \| — \| \| 4. November 1989 – 29. Dezember 1989 8 Wochen (insgesamt 8) \| 8 \| Randy Travis \| No Holdin' Back[8] \| — \| |                                                |                                                |                                                |                           |
| ← 1988 |                                                |                                                |                                                | → 1990 →                  |
| Zeitraum | Wo. ges.                                       | Interpret                                      | Titel                                          | Zusätzliche Informationen |
| (Zeitraum, Wochen auf Platz eins, Interpret, Titel, zusätzliche Informationen) |                                                |                                                |                                                |                           |
| 31. Dezember 1988 – 6. Januar 1989 1 Woche (insgesamt 9) | 9                                              | Ricky Van Shelton                              | Loving Proof                                   | —                         |
| 7. Januar 1989 – 3. März 1989 8 Wochen (insgesamt 16) | 16                                             | Randy Travis                                   | Old 8×10                                       | —                         |
| 4. März 1989 – 10. März 1989 1 Woche (insgesamt 10) | 10                                             | Ricky Van Shelton                              | Loving Proof                                   | —                         |
| 11. März 1989 – 31. März 1989 3 Wochen (insgesamt 3) | 3                                              | Alabama                                        | Southern Star                                  | —                         |
| 1. April 1989 – 28. April 1989 4 Wochen (insgesamt 4) | 4                                              | Hank Williams, Jr.                             | Greatest Hits, Vol. 3                          | —                         |
| 29. April 1989 – 5. Mai 1989 1 Woche (insgesamt 1) | 1                                              | George Strait                                  | Beyond the Blue Neon                           | —                         |
| 6. Mai 1989 – 23. Juni 1989 7 Wochen (insgesamt 7) | 7                                              | Hank Williams, Jr.                             | Greatest Hits, Vol. 3                          | —                         |
| 24. Juni 1989 – 22. September 1988 13 Wochen (insgesamt 13) | 13                                             | Reba McEntire                                  | Sweet Sixteen                                  | —                         |
| 23. September 1989 – 3. November 1989 6 Wochen (insgesamt 6) | 6                                              | Clint Black                                    | Killin' Time                                   | —                         |
| 4. November 1989 – 29. Dezember 1989 8 Wochen (insgesamt 8) | 8                                              | Randy Travis                                   | No Holdin' Back                                | —                         |